# Moše Matalon
Moše Matalon (hebrejsky: משה מטלון, též Moše Muc Matalon, משה מוץ מטלון, narozen 12. května 1953) je izraelský politik a poslanec Knesetu za stranu Jisra'el bejtejnu.

## Biografie
Narodil se v Izraeli, studuje bakalářský stupeň vysoké školy v oboru sociálních věd, správy a veřejné politiky a žije ve městě Herzlija. Je ženatý, má čtyři děti. Hovoří hebrejsky, anglicky a francouzsky. Sloužil v izraelské armádě ve výsadkové brigádě. V roce 1973 byl raněn v boji během jomkipurské války a od té doby je válečným veteránem upoutaným na invalidní vozík. V roce 1976 reprezentoval Izrael na paralympijských hrách.

## Politická dráha
V letech 2000–2008 byl předsedou organizace zdravotně postižených veteránů izraelské armády. V letech 1994–2000 působil v městské radě města Herzlija. V letech 2004 a 2008 byl předsedou izraelské delegace na paralympijských hrách.
Do Knesetu nastoupil po volbách roku 2009, ve kterých kandidoval za stranu Jisra'el Bejtejnu. V parlamentu je členem výboru pro zahraniční záležitosti a obranu, výboru pro zahraniční dělníky, výboru pro práci, sociální věci a zdravotnictví a výboru pro ústavu, právo a spravedlnost. V listopadu 2011 se dopisem obrátil na Spojené státy a Evropskou unii, aby jim sdělil, že byli z jejich příspěvků Palestinské samosprávě odměněni palestinští vězni, propuštění výměnou za Gilada Šalita, jejichž řady zahrnují vrahy a teroristy.